# La Fille perdue
Ne pas confondre avec le film américain de 1946 Une fille perdue.
Pour plus de détails, voir Fiche technique et Distribution.
La Fille perdue est un film français réalisé par Jean Gourguet, sorti en 1954.

## Fiche technique
- Titre : La Fille perdue
- Réalisation : Jean Gourguet
- Scénario et dialogues : Jean et Michelle Gourguet
- Costumes : Marcelle Desvignes
- Photographie : Scarciafico Hugo
- Son : Maurice Carrouet
- Musique : René Denoncin
- Montage : Daniel Lander
- Production : Société française de production(S.F.P.)
- Pays d'origine :  France
- Format : Noir et blanc - 1,37:1 - 35 mm - Son mono
- Genre : Drame
- Durée : 85 minutes
- Date de sortie : 
  - France : 29 janvier 1954

## Distribution
- Claudine Dupuis : Marguerite
- Gérard Landry : Jean-Marie
- Robert Berri : Pierre
- Dora Doll : Suzy
- Jean Clarieux : Loulou
- Zizi Saint-Clair : Guitou
- Gisèle Grandpré : Christiane Devillers
- André Roanne	: Dr. Devillers
- Héléna Manson
- Mireille Ozy
- Michel Lesage